# Husqvarna AB

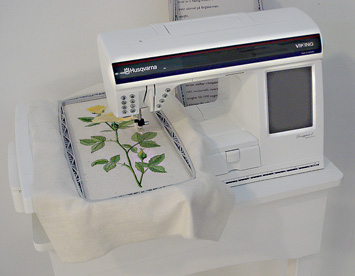
Husqvarna Viking naaimachine

Husqvarna AB is een Zweeds bedrijf, met hoofdzetel in Stockholm, en is 's werelds grootste producent van tuinmachines en gereedschappen.

## Activiteiten
Husqvarna is een producent van tuinmachines en gereedschappen, waaronder kettingzagen, heggenscharen, grasmaaiers en tuintractoren. Het is de Europese marktleider in de irrigatie-installaties voor consumenten onder het merk Gardena. De groep is o.a. via zijn Belgische vestiging Diamant Boart ook een van de wereldleiders in boorapparatuur en diamantgereedschappen voor de bouw- en steenindustrie.
In 2015 had de Husqvarna Groep een omzet van 36 miljard Zweedse kronen en gemiddeld zo'n 13.500 medewerkers. Noord-Amerika en Europa zijn de belangrijkste markten, en de Groep heeft productie- en verkoopvestigingen in meer dan 100 landen. Husqvarna producten zijn ontworpen voor zowel consumenten als professionele gebruikers.
Diverse producten (o.a. motoren en naaimachines) worden inmiddels niet meer onder de vlag van Husqvarna AB gemaakt, maar dragen nog wel de merknaam.

## Geschiedenis
Husqvarna startte in 1689 als producent van wapens, met een eerste fabriek nabij de watervallen op de rivier Husqvarna. Het gebruik van waterkracht voorzag de fabriek van energie. Begin de 18de eeuw had het bedrijf reeds 1.000 medewerkers. In 1959 werd het bedrijf opgesplitst en de wapenproductie werd ondergebracht bij Husqvarna Vapenfabriks Aktiebolag.
De productiemachines voor wapens bleken ook ingezet te kunnen worden voor naaimachines. In 1872 startte men de productie daar van met de oprichting van Husqvarna Sewing Machines AB (later VSM Group, in 2006 opgegaan in SVP Worldwide met Singer en Pfaff). Kort daarna, in 1874, ging men ook keukenapparatuur vervaardigen.
In 1896 startte men een productie op van fietsen. Men verkreeg diverse patenten. De laatste fiets werd geproduceerd in 1962. De eerste Husqvarna motorfiets werd gemaakt in 1903. Deze afdeling werd zeer succesvol vanaf 1930. Men ontwikkelde lichtgewicht motoren die populair waren voor motorcross machines. Ze behaalden met hun motoren hun eerste titels in het Motorcross World Championschip in 1959 en 1960. De activiteit met betrekking tot motorfietsen werd dat jaar verkocht aan BMW. Deze afdeling is inmiddels onderdeel van de KTM groep.
In 1919 nam Husqvarna Norrahammars bruk over. Zo werd het producent van grasmaaiers en waterboilers. In 1947 voerde men de eerste testen uit met een grasmaaier met een benzinemotor. Hun ervaring met kleine benzinemotoren hielp het bedrijf bij de ontwikkeling van bosbouw- en tuinbouwgereedschap. Het produceert onder andere door motoren aangedreven boomzagen en snoeimachines.
Husqvarna was enige tijd onderdeel van het Electrolux-concern. Het werd overgenomen in 1978 en terug afgestoten in 2006. Sinds dan is het bedrijf zelfstandig en genoteerd aan de beurs van Stockholm.
2007 was nog een belangrijk jaar met de overname van Gardena en Zenoah.

## Sponsor schaatsteam
Tussen 2010 en 2013 was het Zweedse bedrijf ook verbonden als marathonteam met onder meer Jan Maarten Heideman, Erben Wennemars, Ralf Zwitser en Jens Zwitser. Die laatste won in 2012 op de Weissensee de Alternatieve Elfstedentocht.

## Trivia
- Op de plaats van de eerste fabriek aan de oever van de rivier Huskvarna is er een museum dat de geschiedenis van het bedrijf eert.[1]

- In 1976 kreeg het bedrijf als eerste in Zweden een vrouw in de Raad van Bestuur, namelijk Lil Karhola Wettergren.